# Черния нос
Черния нос е нос в Черно море. Намира се на около 3,5 km южно от устието на Шкорпиловска река.
Височината му е около 80 m и е изграден от пясъчници. Склоновете са му стръмни и терасирани от свлачища. Покрити са с дъбова гора и храсти. В морето около Черния нос се наблюдава магнитна аномалия. Северно от него е разположена най-дългата пясъчна плажна ивица по Българското черноморско крайбрежие – Камчийско-Шкорпиловската.